# تشارلز إتش. بيري
تشارلز إتش. بيري هو محامي وقاضي وسياسي أمريكي، ولد في 12 سبتمبر 1823 في ويسترلي في الولايات المتحدة، وتوفي في 21 أغسطس 1900. انتخب عضو مجلس ولاية مينيسوتا ‏.